# Balkanika
Balkanika (Servisch: Балканика) is een Servische band.

## Biografie
Balkanika werd in 1998 in Belgrado opgericht door componist Sanja Ilić. Begin 2018 nam de groep samen met Ilić deel aan Beovizija, de Servische preselectie voor het Eurovisiesongfestival. Met het nummer Nova deca wonnen Ilić en Balkanika de nationale finale, waardoor ze Servië mochten vertegenwoordigen op het Eurovisiesongfestival 2018, gehouden in de Portugese hoofdstad Lissabon. Het nummer bereikte de finale en behaalde de 19e plaats. 
2007: Marija Šerifović · 
2008: Jelena Tomašević feat. Bora Dugić · 
2009: Marko Kon & Milaan · 
2010: Milan Stanković · 
2011: Nina Radojčić · 
2012: Željko Joksimović · 
2013: Moje 3 · 
2015: Bojana Stamenov · 
2016: Sanja Vučić · 
2017: Tijana Bogićević · 
2018: Sanja Ilić & Balkanika · 
2019: Nevena Božović · 
2021: Hurricane · 
2022: Konstrakta · 
2023: Luke Black · 
2024: Teya Dora · 
2025: Princ